# Jouet-sur-l'Aubois
Jouet-sur-l'Aubois är en kommun i departementet Cher i regionen Centre-Val de Loire i de centrala delarna av Frankrike. Kommunen ligger  i kantonen La Guerche-sur-l'Aubois som tillhör arrondissementet Saint-Amand-Montrond. År 2022 hade Jouet-sur-l'Aubois 1 306 invånare.

## Befolkningsutveckling
Antalet invånare i kommunen Jouet-sur-l'Aubois
Referens:INSEE